# Uwe Dag Berlin
Uwe Dag Berlin (* 1958 in Gardelegen) ist ein deutscher Schauspieler und Regisseur.

## Leben
Uwe Dag Berlin verdankt der Liebe seiner Mutter für Trygve Emanuel Gulbranssens Roman Das Erbe von Björndal seinen zweiten Vornamen „Dag“.
Berlin gründete Anfang der 1980er Jahre zusammen mit Leander Haußmann das „Berliner Bohème Theater“ (BBT). Ähnlich wie Spielleute zogen sie durch Teile der DDR und spielten auf öffentlichen Plätzen. 1982 begann Uwe Dag Berlin sein Schauspielstudium an der Hochschule für Schauspielkunst „Ernst Busch“ Berlin, das er 1986 abschloss. Es folgten Engagements als Schauspieler, Regisseur und Spielleiter am Schauspielhaus Gera, am Mecklenburgischen Landestheater Parchim, an den Kammerspielen Magdeburg. 
Berlins Regiedebüt am Theater war 1989 Kap der Unruhe von Alfred Matusche am Mecklenburgischen Landestheater Parchim. Nach Gastrollen in Inszenierungen von Friedo Solter, Katja Paryla und Frank Castorf wurde Uwe Dag Berlin 1990 festes Ensemble-Mitglied am Deutschen Theater Berlin. 
1995 wechselte er als Regisseur und Schauspieler an das Schauspielhaus Bochum brachte. Auf der Bühne spielte er Rollen in Amadeus (Salieri), Clavigo (Carlos), Othello (Othello), Dantons Tod (St. Just), Blick zurück im Zorn (Jimmy) und andere. Für seine Darstellung des Othello wurde er als deutscher Nachwuchsschauspieler nominiert. 
Neben Dimiter Gotscheff und Jürgen Kruse war Uwe Dag Berlin von 1995 bis 2000 während der Intendanz von Haußmann als Regisseur am Schauspielhaus Bochum engagiert. Dort inszenierte er in Co-Regie mit Leander Haußmann die Uraufführung Germania III von Heiner Müller, Shakespeares Viel Lärm um nichts und Maß für Maß sowie Brechts Die Dreigroschenoper. In Eigenregie inszenierte er u. a. in Bochum Sarah Kanes Zerbombt, die eindrückliche deutsche Erstaufführung Der Vater von Jehoschua Sobol, Vatermord von Arnolt Bronnen und Goethes Stella. 
Von 2006 bis 2009 war Uwe Dag Berlin Schauspieldirektor der „Theater & Philharmonie Thüringen“ (Bühnen der Stadt Gera, Landestheater Altenburg). Er inszenierte dort unter anderem Gefährliche Liebschaften, Die Leiden des jungen Werthers, Schillers Die Räuber, Shakespeares Macbeth, Die weiße Rose im Altenburger Landratsamt oder Shakespeares Richard III. Ab 2010 spielte Uwe Dag Berlin in Castorfs Inszenierung Die Soldaten in der Berliner Volksbühne am Rosa-Luxemburg-Platz. Auch in Haußmanns Rosmersholm-Inszenierung an der Volksbühne Berlin hatte er Auftritte. Ab Winter 2014 war seine Inszenierung Der neue Menoza von Jakob Michael Reinhold Lenz in der Volksbühne am Rosa-Luxemburg-Platz zu sehen. Die Produktion entstand in Zusammenarbeit mit der Hochschule für Schauspielkunst Ernst Busch. 
Insgesamt brachte er seither mehr als 40 Inszenierungen beispielsweise in Aachen, Chemnitz, Kassel, Lübeck, Halle (Saale) auf die Bühne. Unter anderem Stücke von Ravenhill, Goldoni, Hauptmann, Miller, Schnitzler, Hasenclever, William Shakespeare, Spycher, Cooney, Büchner, Goethe, Wisnewsky, Sobol, sowie das Musical Pinkelstadt. Außerdem spielte er als Gast am Berliner Ensemble sowie der Volksbühne am Rosa-Luxemburg-Platz in Berlin. Uwe Dag Berlin inszenierte im Jahr 2013 den Schauspieler, Regisseur und Intendanten Matthias Brenner in einem Solo als Erwin Sommer in Der Trinker von Hans Fallada. Im Sommer 2016 brachte Uwe Dag Berlin als Regisseur in Zusammenarbeit mit der Dramaturgin Claudia Steinseifer und sieben aus dem Irak, Syrien, Jemen und Afghanistan geflüchteten Schauspielern die Inszenierung Ich-Flüchtling am Theater Kiel auf die Bühne. Das Wandertheater-Projekt wurde gefördert vom Schleswig-Holsteinischen Ministerium für Justiz, Kultur und Europa. Im November 2016 war das Ich-Flüchtling-Ensemble vom Innenministerium Schleswig-Holstein eingeladen, den kreativen Beitrag zur Flüchtlingskonferenz 2016 in Lübeck zu leisten. Das Team entwickelte eigens für die Konferenz ein Sechs-Zimmer-Theater zum Thema Perspektiven. Gemeinsam mit dem irakisch/Kurdischen Nachwuchsregisseur drehte Uwe Dag Berlin im Jahr 2020/2021 den Dokumentarfilm work-out hevi über das Schicksal geflüchteter Künstler in Deutschland.
Als Schauspieler war Uwe Dag Berlin in Haußmanns 'Räuber'-Inszenierung am Berliner Ensemble zu erleben. In der Rolle des Lucas Cranach spielte er im Sommer 2017 in der Uraufführung Luther von Dieter Wedel bei den Bad Hersfelder Festspielen. Im Sommer 2018 kehrte Uwe Dag Berlin zu den Bad Hersfelder Festspielen als Burbage in der deutschen Bühnen-Erstaufführung von „Shakespeare in Love“ zurück. Auch spielt er seit Dezember 2018 an der Berliner Volksbühne in Leander Haußmanns Stasitheater. Seit März 2024 ist Uwe Dag Berlin, neben Sophie Rois, Margarita Breitkreiz und Silvia Rieger in „Das Leben ein Traum“ in der Volksbühne zu sehen.
Uwe Dag Berlin gab sein Debüt als Filmschauspieler 1987 in der Rolle des Alexander Sulkowski im populären DDR-Fernsehmehrteiler Sachsens Glanz und Preußens Gloria. Es folgten zahlreiche weitere Spielfilme. In Sonnenallee (1999), Herr Lehmann (2003), NVA (2005), Warum Männer nicht zuhören und Frauen schlecht einparken (2007) und Hotel Lux (2011) arbeitete er mit Regisseur Leander Haußmann zusammen. Unter der Regie von Sven Regener und Leander Haußmann spielte Uwe Dag Berlin als Haijäger Snake Müller neben Henry Hübchen und Michael Gwisdek die Hauptrolle in dem Kinofilm Hai-Alarm am Müggelsee. Rollen in dem Kinofilm King Ping, dem erfolgreichen Festivalfilm Tore tanzt oder der ausgezeichneten Fernsehserie Zeit der Helden folgten im Jahr 2013. In der Hollywood-Verfilmung von John le Carrés Thriller A Most Wanted Man (2014) in der Regie von Anton Corbijn hat er einen kleinen Auftritt neben Philip Seymour Hoffman und Robin Wright.
Uwe Dag Berlin lebt als freier Regisseur, Schauspieler und Autor an der Nordseeküste. Er ist mit der Dramaturgin Claudia Steinseifer verheiratet. Er ist Gastdozent an der Berliner Hochschule für Schauspielkunst Ernst Busch, wie auch der Filmuniversität Babelsberg. Uwe Dag Berlin ist Mitglied der deutschen Hebbel-Gesellschaft.

## Filmografie (Auswahl)
- 1987: Sachsens Glanz und Preußens Gloria: Gräfin Cosel (Fernsehen)
- 1988: Willkommen in der Kantine
- 1989: Unsere Familie (Kinofilm)
- 1991: Stein
- 1993: Wir können auch anders …
- 1994: Burning Life (Fernsehen)
- 1999: Sonnenallee
- 2003: Herr Lehmann
- 2005: NVA
- 2005: SOKO Wismar: Wikingergold (Fernsehserie)
- 2006: Elementarteilchen
- 2007: Der letzte Zeuge: Die Handschrift des Mörders (Fernsehserie)
- 2007: Warum Männer nicht zuhören und Frauen schlecht einparken
- 2008: Der Mond und andere Liebhaber
- 2009: Küstenwache: Das Geheimnis der Molly Rose (Fernsehserie)
- 2010: Löwenzahn: Ratten – Der Fänger von Bärstadt (Fernsehserie)
- 2010: SOKO Leipzig: Girls, Girls, Girls (Fernsehserie)
- 2011: Polizeiruf 110 – Einer trage des anderen Last (Fernsehreihe)
- 2011: Großstadtrevier: Herr Zipperer (Fernsehserie)
- 2011: Hotel Lux
- 2012: Quellen des Lebens
- 2012: Ein starkes Team: Eine Tote zuviel (Fernsehserie)
- 2013: King Ping – Tippen Tappen Tödchen
- 2013: Tore tanzt
- 2012: Zeit der Helden (Fernsehserie)
- 2012: Heiter bis tödlich: Hauptstadtrevier: Fleischeslust (Fernsehserie)
- 2013: Hai-Alarm am Müggelsee
- 2014: A Most Wanted Man
- 2014: SOKO Wismar: Bernd und Harry (Fernsehserie)
- 2014: TerraX, Große Völker: Die Wikinger
- 2014: Punks
- 2014: Der Fall B. (Fernseh-Zweiteiler)
- 2015: Deutschland 83 (Fernsehserie, Episode 7)
- 2015: Besuch für Emma (Fernsehfilm)
- 2015: Letzte Spur Berlin (Fernsehserie)
- 2015: Vorstadtrocker (Fernsehfilm)
- 2016: Die Kinder meines Bruders (Fernsehfilm)
- 2017: Krügers Odyssee (Fernsehfilm)
- 2018: Die Protokollantin (Fernsehserie)
- 2019: SOKO Wismar: Welpenschutz (Fernsehserie)
- 2019: Freies Land
- 2019: Julia muss sterben
- 2022: Praxis mit Meerblick – Mutter und Sohn (Fernsehreihe)
- 2022: Stasikomödie
- 2022: Babylon Berlin, Staffel 4 (Fernsehserie)
- 2024: SOKO Wismar: Knuts letztes Werk
- 2025: Großstadtrevier: Weichgekocht (Fernsehserie)

## Theater
- 1992: Lothar Trolle: Hermes in der Stadt – Regie: Frank Castorf (Deutsches Theater Berlin)
- 2010: Jakob Michael Reinhold Lenz: Die Soldaten – Regie: Frank Castorf (Volksbühne Berlin)

## Hörspiele
- 1995: Werner Buhss: Kein Lied nach meinem mehr – Regie: Werner Buhss (Hörspiel – DLR)
- 1999: Rolf Gozell: Prinzessin Maria vom Meere – Regie: Wolfgang Rindfleisch (Kinderhörspiel – DLR Berlin)